# 北海道きつね村
北海道きつね村（ほっかいどうきつねむら）とは、かつて北海道北見市留辺蘂町富士見26番地にあったオホーツク観光株式会社が経営するドライブイン。全国に4ヶ所ある大規模なキツネの見学施設のひとつ。1980年代?に開業し、2011年頃閉村した。

## 概要
旭川市から網走市へ向かう国道39号沿いに位置し、北きつね牧場・温根湯温泉の西に位置している。
生きたキツネを展示・公開することによって、様々な品種のキツネを見学できる機会を提供するドライブインである。広く囲われた白樺の人工林の中にキツネやトナカイが放牧されており、動物には直接触れられるようになっていて、別のケージでは様々な品種のキツネ、ミンクが一度に見学できる。

## 施設
- 売店棟
  - 土産物店 （オリジナルキツネぬいぐるみ・リアルフォックスファー製品・ハッカ油など）
  - レストラン（最大500名収容）
  - トイレ
- キツネのふれあい展示エリア（白樺林）
- キツネの檻
- 命婦神社（模擬神社）
- 稲荷神社
- 駐車場（100台）

## 飼育されているキツネ
- 画像は参考。北海道きつね村で撮影されたものではない。

| 種名             | 参考画像 |
| ---------------- | -------- |
| キタキツネ       |          |
| ホッキョクギツネ |          |
| ギンギツネ       |          |
| プラチナキツネ   |          |
| 十字キツネ       |          |

## 交通アクセス
- 層雲峡温泉から北見市に向かって車で約40分。
- 北見市中心部から石北峠に向かって車で約60分。
- 温根湯温泉から石北峠に向かって約20分。

## 周辺
- 道の駅おんねゆ温泉
- 北きつね牧場